# Église Sainte-Félicité de Sournia
Pour les articles homonymes, voir Église Sainte-Félicité.
L'église Sainte-Félicité de Sournia est une église catholique préromane située à Sournia, dans le département français des Pyrénées-Orientales.

## Localisation
L'église est située dans le département français des Pyrénées-Orientales, sur la commune de Sournia, à environ un kilomètre à l'est du village, au bord de la RD 619. À la même distance du village environ, mais côté ouest cette fois, se trouve une autre église préromane : la chapelle Saint-Michel de Sournia. La ville la plus proche est Prades, où se trouve l'abbaye Saint-Michel-de-Cuxa, à une vingtaine de kilomètres au sud.
| \| Église Sainte-Félicité de Sournia \| Situation par rapport aux sites préromans des Pyrénées-Orientales. |
| Église Sainte-Félicité de Sournia                                                                          |

## Historique
Sainte-Félicité est construite à l'époque des Carolingiens, au Xe siècle.
L'église est mentionnée dans un bulle du pape Serge IV en 1011. À cette époque, elle dépend de l'abbaye Saint-Michel de Cuxa.
L'édifice est classé au titre des monuments historiques en 1965.

## Architecture
L'église Sainte-Félicité est caractéristique du style préroman carolingien du Roussillon : un petit édifice orienté est/ouest avec une nef prolongée d'une abside, chacune ayant la forme d'un rectangle. La nef a une longueur de 7 m et une largeur de 5,50 m. L'abside, forme presque un carré de 3,50 m de côté. L'entrée s'effectue par le sud. La façade sud de la nef comporte également une petite fenêtre, de même que les murs sud et est de l'abside. Les murs, constituées de moellons et de mortier, font presque un mètre d'épaisseur, ceux de la nef étant renforcés de six piliers : un à chaque coin et un au milieu des murs sud et nord. La façade ouest était munie d'un clocher-mur aujourd'hui disparu.
L'abside est séparée de la nef par un arc outrepassé. On retrouve également un arc outrepassé sur la porte. La nef, comme l'abside, sont couvertes d'une voûte en partie effondrée. L'axe de symétrie de l'abside est décalé vers la gauche par rapport à celui de la nef, afin de rappeler que, après sa mort, la tête du Jésus-Christ était inclinée.

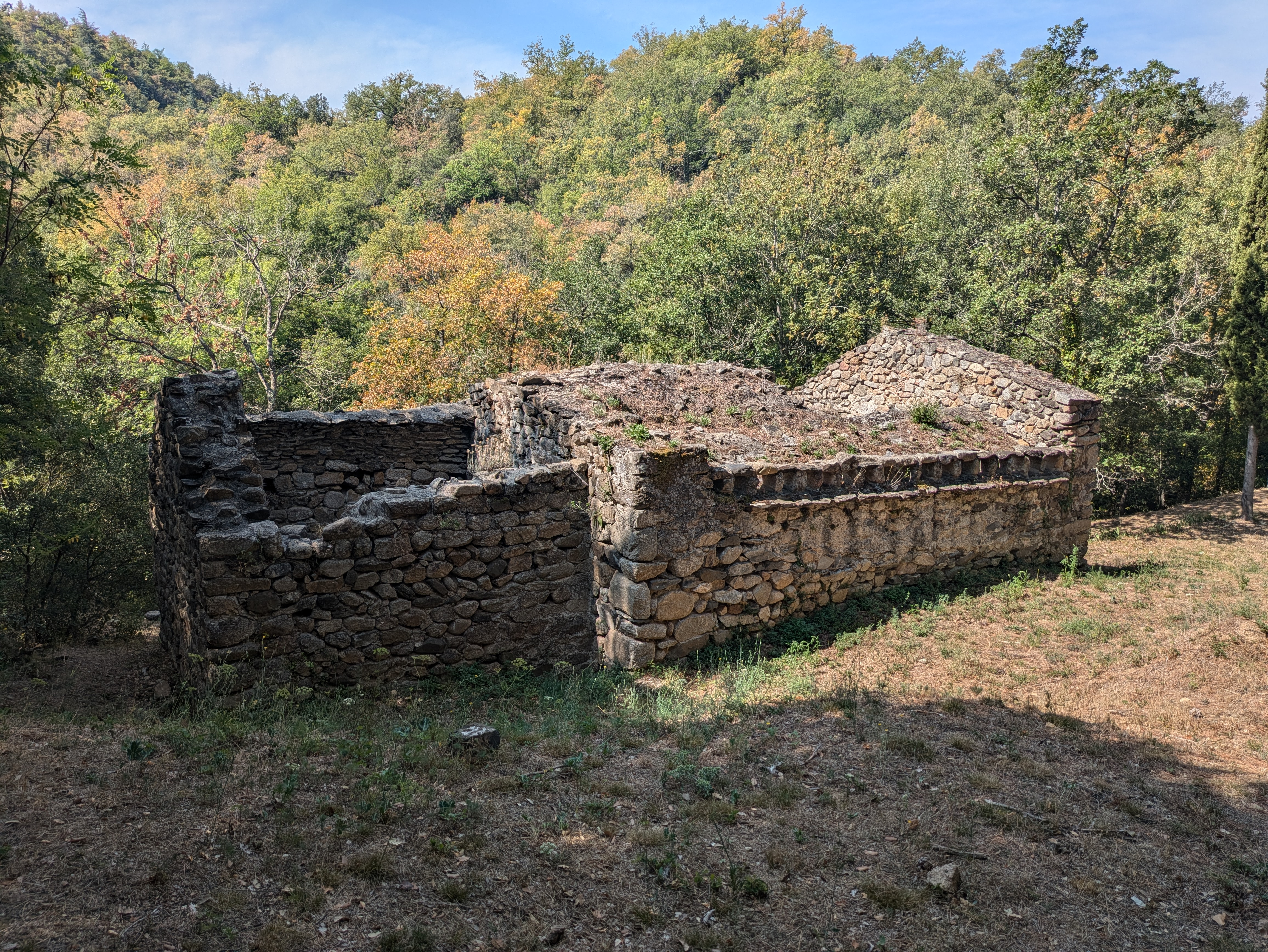
Sainte-Félicité de Sournia - extérieur.
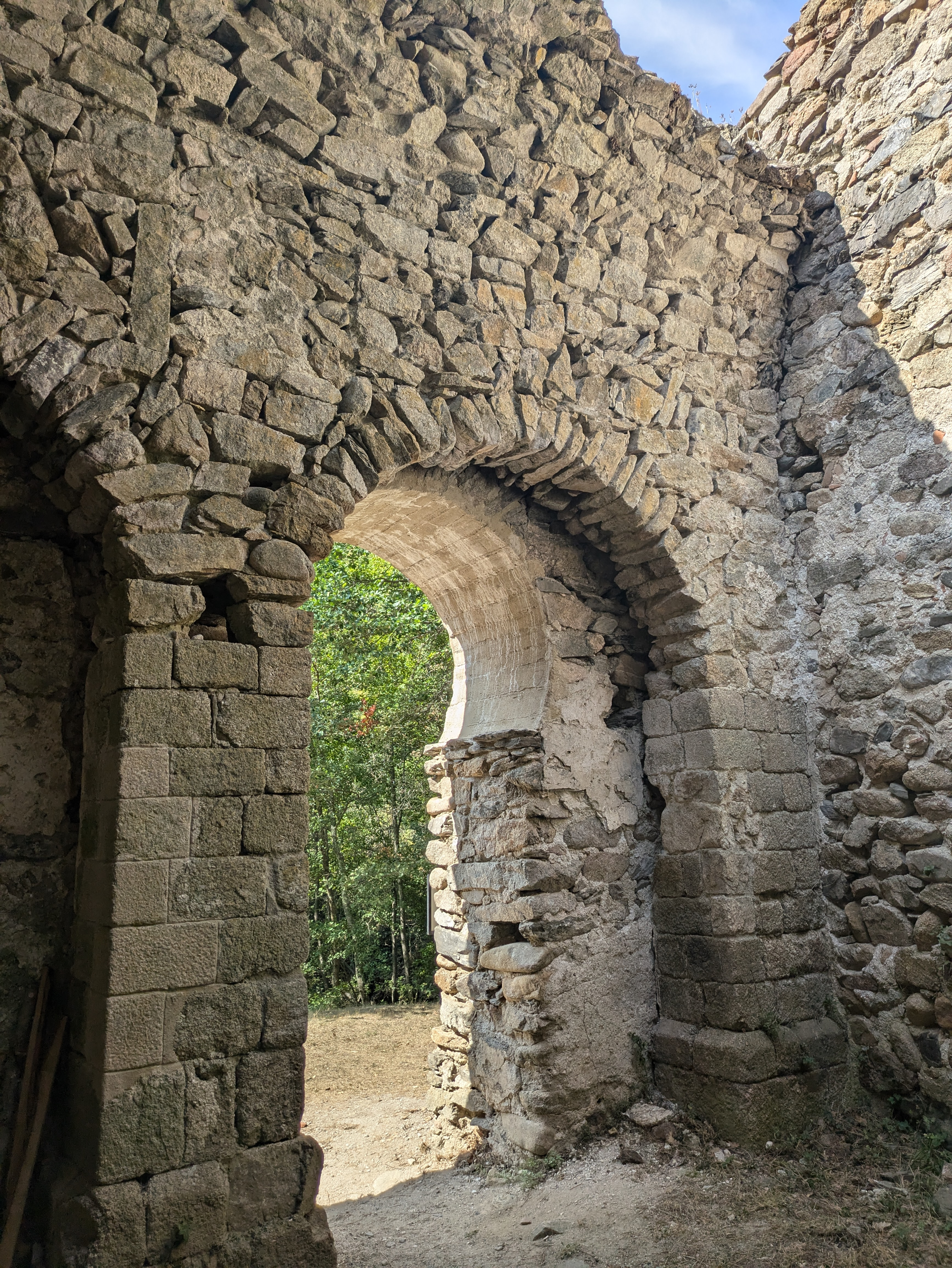
Sainte-Félicité de Sournia - intérieur.